# Айкан, Карл
Карл Целиан Айкан (англ. Carl Celian Icahn; 16 февраля, 1936, Квинс, Нью-Йорк, США) — американский предприниматель, финансист и корпоративный рейдер, состояние которого на 2014 год оценивается в 24,5 млрд долл. США (25-е место в списке Forbes).

## Биография
Карл Айкан родился в еврейской семье в Бруклине и вырос в районе Бэйсуотер (Куинс) в Нью-Йорке. Получил степень бакалавра философии в Принстонском университете (1957) и затем поступил в медицинскую школу при Нью-Йоркском университете, откуда ушёл, не получив диплома. После двух лет учёбы пошёл в армию, шесть месяцев отслужил в военно-медицинском центре сухопутных сил.
Айкан пришёл на Уолл-Стрит в 1961 году стажёром в фирму Dreyfus & Company. После нескольких лет работы на Уолл-стрит открыл собственную брокерскую компанию.
Как и многие другие в 1980-х годах, он начал делать своё многомиллиардное состояние с помощью мусорных облигаций финансиста Майкла Милкена. Айкан считается одним из первых, кто начал специализироваться на гринмейле, сам же он именует себя инвестором-активистом и защитником интересов акционеров.
В 1999 году основанный Айканом Icahn Family Foundation выделил 20 миллионов долларов на основание лаборатории новой геномики в Принстонском университете, альма-матер Айкона. В 2004 году основал хедж-фонд Icahn Capital, в 2011 году закрыл его для посторонних инвесторов и вернул деньги своим клиентам. Весной 2007 года на базе своей компании «American Real Estate Partners LP» Карл Айкон создает Icahn Enterprises L.P. В 2012 году Айкан пожертвовал около 200 миллионов долларов на переименованную в его честь медицинскую школу Icahn School of Medicine at Mount Sinai.
Избранный президент США Дональд Трамп в декабре 2016 года выдвинул Айкана на пост специального советника президента по вопросам, касающимся реформы регулирования бизнеса. Данный пост не будет предполагать формального участия в правительстве, поэтому Айкан сможет сохранить свой бизнес.
30 января 2016 года Айкан пожертвовал 1 миллион долларов США для групп ветеранов США в Де-Мойне (штат Айова), сбором средств занимался Дональд Трамп.

## Личная жизнь
В 1979 году Айкан женился на Либе Треджел, балерине из бывшей Чехословакии. Они разошлись в 1993 году и развелись в 1999 году после нескольких лет судебных разбирательств, в ходе которых Либа стремилась признать недействительным добрачное соглашение, которое она подписала, ссылаясь на принуждение и то, что она была беременна в то время. Изначально Либа воевала с предложением Айкана примерно в 1,5 миллиона долларов в год, так как в то время он уже был миллиардером, но, в конце концов, стороны пришли к соглашению, сумма которого не раскрывается. У них двое детей, один из которых — Бретт Айкан.
В 1999 году Айкан женился на своей давней помощнице и бывшем брокере Гейл Голден.